# Coelocaryon sphaerocarpum
Coelocaryon sphaerocarpum là một loài thực vật có hoa trong họ Myristicaceae. Loài này được Fouilloy mô tả khoa học đầu tiên năm 1972.